# Лион, Иосиф Ефремович
Иосиф Ефремович Лион (при рождении Иось Фро́имович Лион; 23 октября 1854, Кишинёв, Бессарабская область — 1926, Калуга) — российский гражданский инженер и архитектор. 

## Биография
Родился 23 октября (4 ноября) 1854 года в Кишинёве в семье люблинского купца, адвоката Фроима Михелевича Лиона (1825—?), члена Бессарабской коммерческой судебной палаты, и Гелы Янкелевны Лион (в девичестве Эйхенбаум, 1834—?). Внук математика и педагога Я. М. Эйхенбаума. Отец начинал как учитель Кишинёвского еврейского училища, затем занялся книготорговлей и мануфактурой оборудования для контор, был приписан к купеческому сословию, позже стал стряпчим Бессарабского коммерческого суда. Семья жила в Кишинёве в собственном доме на Харлампиевской улице.
В 1871—1874 годах учился в Кишинёвской гимназии. Выпускник Института инженеров путей сообщения. С 1891 года служил в Калуге помощником начальника участка службы пути на Сызрано-Вяземской железной дороге. Впоследствии в качестве гражданского инженера и архитектора участвовал в ряде строительных проектов в городе — жилых и производственных корпусов в Калуге, а также на линии железной дороги от Калуги до Москвы.
Совместно с архитектором А. М. Кулаевским спроектировал и построил комплекс нового железнодорожного вокзала (ныне Калуга I). В 1910 году И. Е. Лион выполнил проект двухэтажного каменного особняка в Покровском переулке (ныне улица Дарвина, № 6, дом Лиона) для своего брата — присяжного поверенного Сергея Ефремовича Лиона. Здание было выдержанно в стиле «модерн» с элементами эклектики начала XX века и сохранилось до сих пор.
Был одним из создателей архитектурного проекта калужского ликёро-водочного завода «Кристалл» и винного склада (комплекс «Монополии»).
В 1907 году был включён в избирательный список в Государственную думу по первому калужскому городскому избирательному съезду. В 1913 году — инженер для особых поручений при начальнике службы пути в Калуге, почётный член Губернского попечительства детских приютов.
В советское время заведовал земельным отделом при Главревкоме СВЖД, преподавал в Калужском строительном техникуме и железнодорожном училище.
Умер в сентябре 1926 года в Калуге. Похоронен на Пятницком кладбище.

## Семья
- Братья — Михаил (Михл, 1851—1915), психиатр и невролог; Самуил (Шмуль, 1852—?); Соломон (Шлёма, 1856—1936), литератор и адвокат. Сестра[12] — Фаня Ефремовна (Фанни Ефраимовна, Еремеевна) Лион (1858—?), 2 июня 1885 года в Одессе вышла замуж за врача Леона Ароновича Галку (1855—?)[13], с 1888 года работала врачом Бессарабского земства[14], с 1909 года земским врачом в Городце Лужского уезда[15], в 1920-е годы — врачом посёлка Струги Красные[16]. Сестра — София Ефремовна Волкенштейн (1862, Кишинёв — 4 января 1940, Вюлен), с 15 января 1884 года была замужем за присяжным поверенным, кадетом Львом Филипповичем Волкенштейном[17].
- Двоюродный брат — Абрам Львович Лион (1840—1899), директор казённой Талмуд-торы в Кишинёве и Бендерах, журналист, редактор газеты «Южное слово», автор серии выпусков «Хроника умственного и нравственного состояния кишинёвских евреев (1773 г. по 1890 г.) и обзор еврейских благотворительных учреждений в Бессарабской губернии» (Вып. 1—4. Кишинёв: Типо-литография С. Лихтмана, 1891—1892. — 32, 34, 32, 32 с.).

Сыновья:
- Ефрем Иосифович Лион (1886 — после 1922), штабс-капитан 172-го артиллерийского дивизиона, участник Первой мировой войны;
- Лев Иосифович Лион, сотник Амурского казачьего полка, участник Первой мировой войны[18];
- Виктор Иосифович Лион (1896—1922), член Калужского ревкома.

## Публикации
- И. Е. Лион. Жилищный вопрос на железных дорогах и меры к его разрешению. Калуга, 1923. — 38 с.